# Gebrüder Weiss

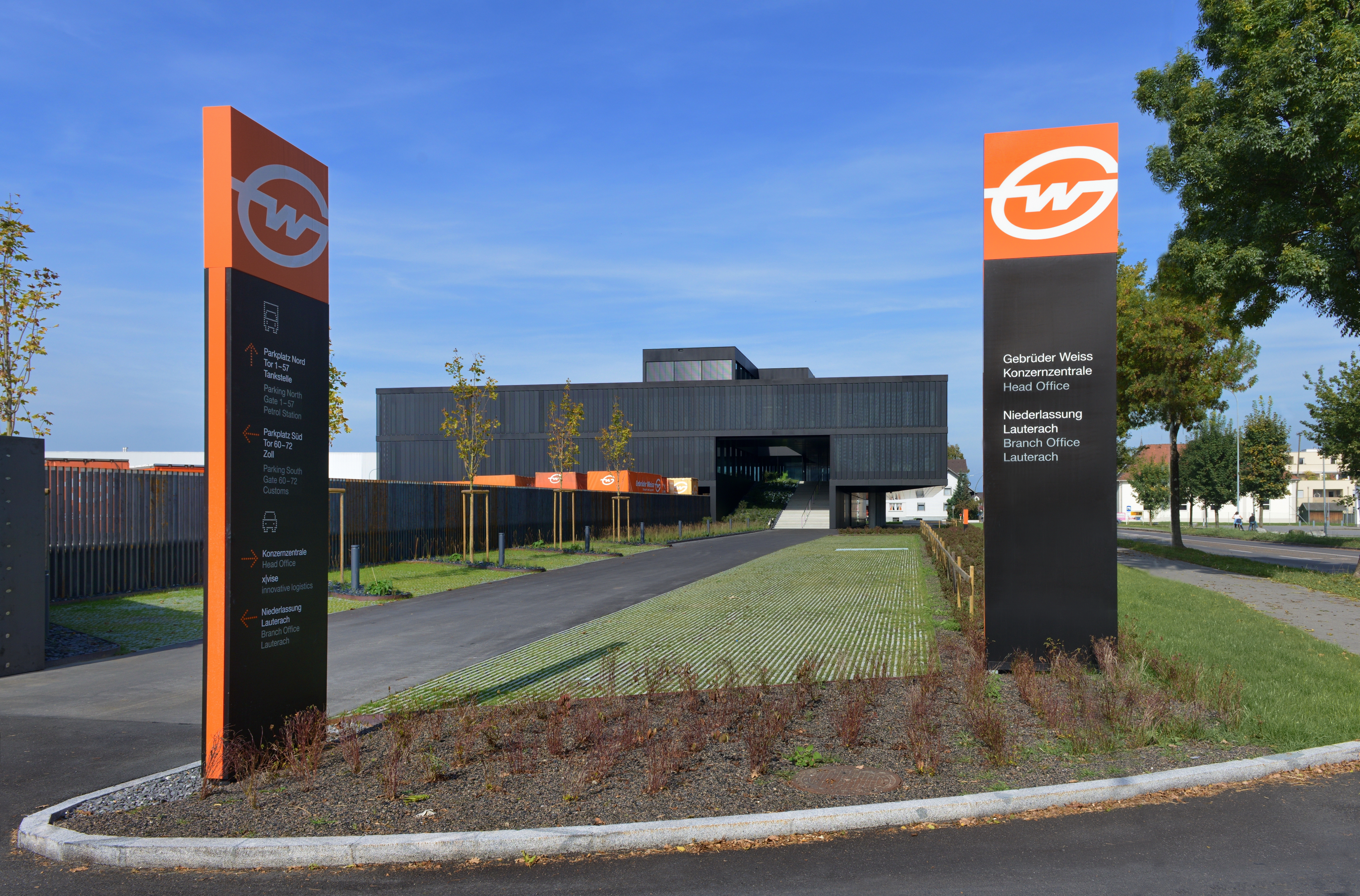
Firmensitz Lauterach

Die Gebrüder Weiss GmbH ist ein internationales Transport- und Logistikunternehmen für Land-, See- und Luftfracht mit Hauptsitz in Lauterach, Österreich und rund 180 Standorten weltweit. Neben den Transport- und Logistikdienstleistungen bietet das Unternehmen auch digitale Dienstleistungen sowie Leistungen im Bereich Supply-Chain-Management an. Gebrüder Weiss verweist auf eine Geschichte im Transportwesen von mehr als 500 Jahren und ist das älteste Transport- und Logistikunternehmen Österreichs. Insgesamt sind rund 8.700 Beschäftigte (Stand 2024) für das Unternehmen tätig. 2024 betrug der Jahresumsatz 2,71 Milliarden Euro.

## Geschichte der Gebrüder Weiss GmbH

### Vorgeschichte
Mit dem Ausbau der Viamala entlang des Hinterrheins zwischen Thusis und Zillis-Reischen wurden bis 1474 die Weichen gestellt, um den Lindauer Boten zu etablieren. Spätestens 1487 wurde dieser in Person von Hans Spehler zu einer regelmäßigen Einrichtung und pendelte als Kurierdienst zwischen den Handelsstädten Mailand und Lindau. Über die Jahrhunderte wurden mit der Durchführung dieses Botendienstes nicht nur Lindauer Bürger, sondern fast ausschließlich Fußacher Familien, unter anderem die verwandtschaftlich eng verbundenen Familien Spehler und Weiss, beauftragt. 1734 wurde Johann Kasimir Weiss als Nachfolger seines Schwiegervaters Johann Spehler zu einem der vier Lindauer Boten ernannt.

Aufgrund gesamtgesellschaftlicher Entwicklungen und der aufkommenden Industrialisierung bot der Beruf als Lindauer Bote zunehmend begrenzte Aussichten. In diesem Zuge stieg Weiss 1781 in Fußach als Kompagnon in der Faktorei bei Johann Schneider ein, dem Ehemann von Ursula Schneider (geborene Spehler und Tante von Weiss). In der Faktorei wurden Transporte nicht mehr ausschließlich selbst durchgeführt, sondern organisiert – damit eine Vorform eines modernen Logistikterminals, in der Warenströme entsprechend konsolidiert werden. Die Handelsniederlassung war zentraler Punkt für Zwischenlagerungen und die Kontrolle der Botendienste, aber auch zunehmend für die Transportbelange der damals entstehenden Vorarlberger Textilindustrie. Die Faktorei arbeitete im Auftrag der Lindauer Handelskammer und erweiterte ihre Dienstleistungen in den Folgejahren parallel zur stark expandierenden regionalen Textilwirtschaft.

### Gründung der Unternehmung
Als 1822 der letzte Geschäftsführer der Faktorei aus der Familie Schneider ohne direkte Nachfahren starb, ging diese in den Alleinbesitz von Josef Weiss (ältester Sohn von Johann Kasimir Weiss) über, der das Unternehmen zusammen mit seinen beiden Halbbrüdern Leonhard und Johann Alois Karl Weiss weiterführte und 1823 in Gebrüder Weiss umfirmierte. 
Nachdem Leonhard Weiss 1832 kinderlos verstarb und Josef Weiss († 1845) sowie sein Sohn Josef Anton Weiss († 1862) ebenfalls verstarben, ging das Unternehmen in den Alleinbesitz von Johann Alois Karl über. Nach dessen Tod 1868 führten seine Söhne Eduard und Ferdinand Weiss die Geschäfte fort, Eduard trat 1876 aus der Spedition aus. Eine ihrer ersten Amtshandlungen war die Verlegung des Firmensitzes von Fußach nach Bregenz am 1. Juli 1872.

### Erste Expansion während der Industrialisierung
Im Zuge der Industrialisierung stieg der Bedarf an Rohstoffen und die zu transportierenden Mengen nahmen drastisch zu. Um die Versorgung mit Rohwaren, wie Baumwolle, sicherzustellen, gründeten die Vorarlberger Textilunternehmen in den Umschlagszentren eigene Handelsunternehmen oder beteiligten sich an bestehenden. Den Transport übernahmen Spediteure, unter anderem Gebrüder Weiss, die ihre eigenen Netzwerke und Partnerschaften in den betreffenden internationalen Beschaffungsmärkten aufbauten. Dazu wurden Niederlassungen in den Mittelmeerhäfen etabliert. Die erste solche Niederlassung gründete Gebrüder Weiss um 1875 im damaligen österreichischen Triest. Am 4. Juli 1877 folgte Fratelli Weiss, Selmer und Gerhardt in Venedig. In der Folge gründete die Gesellschaft weitere Speditionsfilialen: 1882 in Genua und 1896 in Gorizia. Im Kernmarkt Vorarlberg folgte die Gründung weiterer Niederlassungen: 1884 in Feldkirch und Bludenz, in den 1890er Jahren in Dornbirn. Zudem wurden ab 1890 erste Niederlassungen in der Schweiz etabliert (Romanshorn, Buchs und St. Margrethen). Mit dem Kauf von Schubert & Vöth intensivierte Gebrüder Weiss seine Aktivitäten in Wien. 1906 übernahm Anton Weiss nach dem Tod seines Vaters Ferdinand die Geschäftsführung. Er wurde in der Folgezeit von seinem Schwager Adolf Jerie unterstützt, der die Verantwortung über die Wiener Tätigkeiten innehatte.

### Wandel der Geschäftstätigkeiten ab 1900
Mit den Vorzeichen des Ersten Weltkrieges endete die Expansionsphase des Unternehmens. 1910 wurden die Fratelli Weiss-Filialen Venedig und Genua an einen italienischen Spediteur abgegeben. Zudem mussten mit Kriegsbeginn viele Mitarbeiter Kriegsdienst leisten, darunter auch Geschäftsführer Anton Weiss. Nach dem Krieg eskalierte im Sommer 1921 in Österreich die Inflation zu einer Hyperinflation und das Auftragsvolumen brach für Gebrüder Weiss erheblich ein. Im selben Jahr übernahm Adolf Jerie gemeinsam mit Ferdinand, dem Sohn von Anton, die Geschäftsführung. Jedoch verstarb Adolf Jerie zwei Jahre später. In der Folge übernahm Ferdinand Weiss mit 23 Jahren die alleinige Geschäftsführung. Trotz Weltwirtschaftskrise und Einbruch der Kundenaufträge erfolgte 1932 ein erneuter Ausbau des Netzwerkes mit der Gründung der Niederlassung in Hamburg. 
Es folgte der Aufbau von Verbindungen zu allen größeren Städten Österreichs und zu Wirtschaftszentren in Europa. 1935 übernahm Gebrüder Weiss die österreichische Agentur der Bayrischen Lloyds in Regensburg und brachte sich im Donauverkehr ein. Damals entstand auch die Firmenfarbe Orange für Gebrüder-Weiss-Lkw. Zu der Zeit erhielt das Unternehmen einen eiligen Kundenauftrag, jedoch war auf dem dazu benötigten Lkw nur der Rostschutz in orange aufgetragen. Nichtsdestotrotz wurde dieser für den Auftrag verwendet. Ferdinand Weiss übernahm diese werbewirksame Farbwahl als Standardfarbe für die Lkw des Unternehmens.

### Zweite Expansion in Österreich
Für die Versorgung und den Wiederaufbau nach dem Ende des Krieges waren die Dienste von Speditionen schon kurz nach Kriegsende stark gefragt. Gebrüder Weiss in Vorarlberg konnte dazu auf größtenteils intakte Anlagen zurückgreifen. Der Auftrag der Caritas zur Auslieferung sogenannter CARE-Pakete ermöglichte es der Spedition in der frühen Nachkriegszeit, die Geschäftstätigkeiten wieder auszubauen. Der Umsatz wurde nach dem Kriegsende bis 1947 fast verdoppelt und neue Lkw angeschafft, welche die Basis für die weitere Entwicklung schafften. Ab 1950 kam es zur Expansionsphase in Österreich: Neue Niederlassungen in Innsbruck, Graz und Linz wurden eröffnet. Nach dem Tod von Ferdinand Weiss († 1968), übernahmen seine Tochter Heidegunde Senger-Weiss (Heidi) und ihr Ehemann Paul Senger-Weiss die Geschäftsführung des Unternehmens. 1988 wurde der Paketdienst APS Austria Paket System (heute: DPD Austria) gemeinsam mit zwei österreichischen Partnern, Lagermax und Schachinger, gegründet. 1972 wurde die OHG in eine GmbH umgewandelt und der Gesellschaftsvertrag von 1921 durch gesellschaftsrechtliche Regelungen ersetzt.

### Globale Expansion
Nach dem Fall des Eisernen Vorhangs expandierte Gebrüder Weiss 1989 in die benachbarten Mittel- und Osteuropäischen Länder, beginnend mit den Nachbarländern Ungarn und Tschechien (1990). Es folgten Niederlassungen in der Slowakei, Kroatien und Serbien. Die Expansionsstrategie führte letztendlich auch zu der Entscheidung im Jahr 2000, in Rumänien und Bulgarien in den Markt einzutreten. Damit dehnte sich das Kerngebiet von Gebrüder Weiss bis zum Schwarzen Meer aus. In den Folgejahren wurden sämtliche weitere Länder bis zur Schwarzmeerküste Teil des Netzwerkes, wie Bosnien und Herzegowina, Montenegro und Nordmazedonien und die Ukraine.
Seit Anfang der 2000er Jahre baut Gebrüder Weiss sein Netzwerk in den Märkten entlang der Neuen Seidenstraße in Ländern Zentralasiens bis nach China aus. Von dort organisiert der Konzern Direktverbindungen zwischen Europa und Asien, aber auch Transporte in und zwischen den Ländern Zentralasiens. So ist der Konzern seit 2007 in Almaty, Kasachstan tätig. Weitere Gründungen erfolgten in Armenien, Usbekistan, Russland und der Türkei. 2012 gründete Gebrüder Weiss im Zuge der Expansion entlang der Neuen Seidenstraße in Tiflis, Georgien, ein Logistikterminal. Der Standort in Tiflis wurde in der Folge als zentraler Hub für Warentransporte zwischen Europa und Zentralasien etabliert und als Logistikdrehkreuz ausgebaut. In Deutschland übernahm Gebrüder Weiss die Spedition Diehl in Baden-Württemberg vollständig.
Mit Jahresanfang 2009 übernahm Gebrüder Weiss die Land- und Logistikgeschäfte von Hellmann Worldwide in Tschechien. Im Geschäftsjahr 2011 erzielte das Unternehmen zum ersten Mal in seiner Unternehmensgeschichte einen Umsatz von über 1 Milliarde Euro. Im Jahr 2014 bezog Gebrüder Weiss am Firmenhauptsitz in Lauterach seine neue Konzernzentrale. In China gründete das Unternehmen mit der Jilin International Transport Corporation (JIT) ein Joint Venture mit Schwerpunkt Automobillogistik. 2017 gründete der Konzern eine eigene Landesorganisation in den USA mit Standorten in Chicago, New York, Atlanta, Boston, Dallas und Los Angeles. 2019 wurde Wolfram Senger-Weiss Vorsitzender der Geschäftsführung, nachdem das Unternehmen 14 Jahre lang von einer Person außerhalb der Eigentümerfamilie geleitet worden war.

### COVID-19-Pandemie
Während der Corona-Pandemie führte das Unternehmen im Zuge des Digitalisierungsprozesses das neue Kundenportal myGW ein. Die Onlineplattform ermöglicht einen direkten Zugriff auf alle Dienstleistungen und liefert Informationen zu Transport- und Logistikaufträgen in Echtzeit. Mit der Akquisition der Bremer Spedition Ipsen Logistics verdichtete das Unternehmen im Bereich der Luft- und Seefracht seine Standortstruktur in Deutschland und vollzog den Markteintritt in Polen und Malaysia. Zudem vollzog das Unternehmen im selben Jahr den Markteintritt in Südkorea, Australien und Neuseeland. Das internationale Netzwerk umfasste 170 Standorte in fast drei Dutzend Ländern. Insgesamt investierte der Logistiker 2020 mehr als 70 Millionen Euro in den Ausbau seiner Standorte und der IT-Infrastruktur sowie in Zukäufe. 2022 betrug der Jahresumsatz rund 3,007 Milliarden Euro.

### Weitere Entwicklung

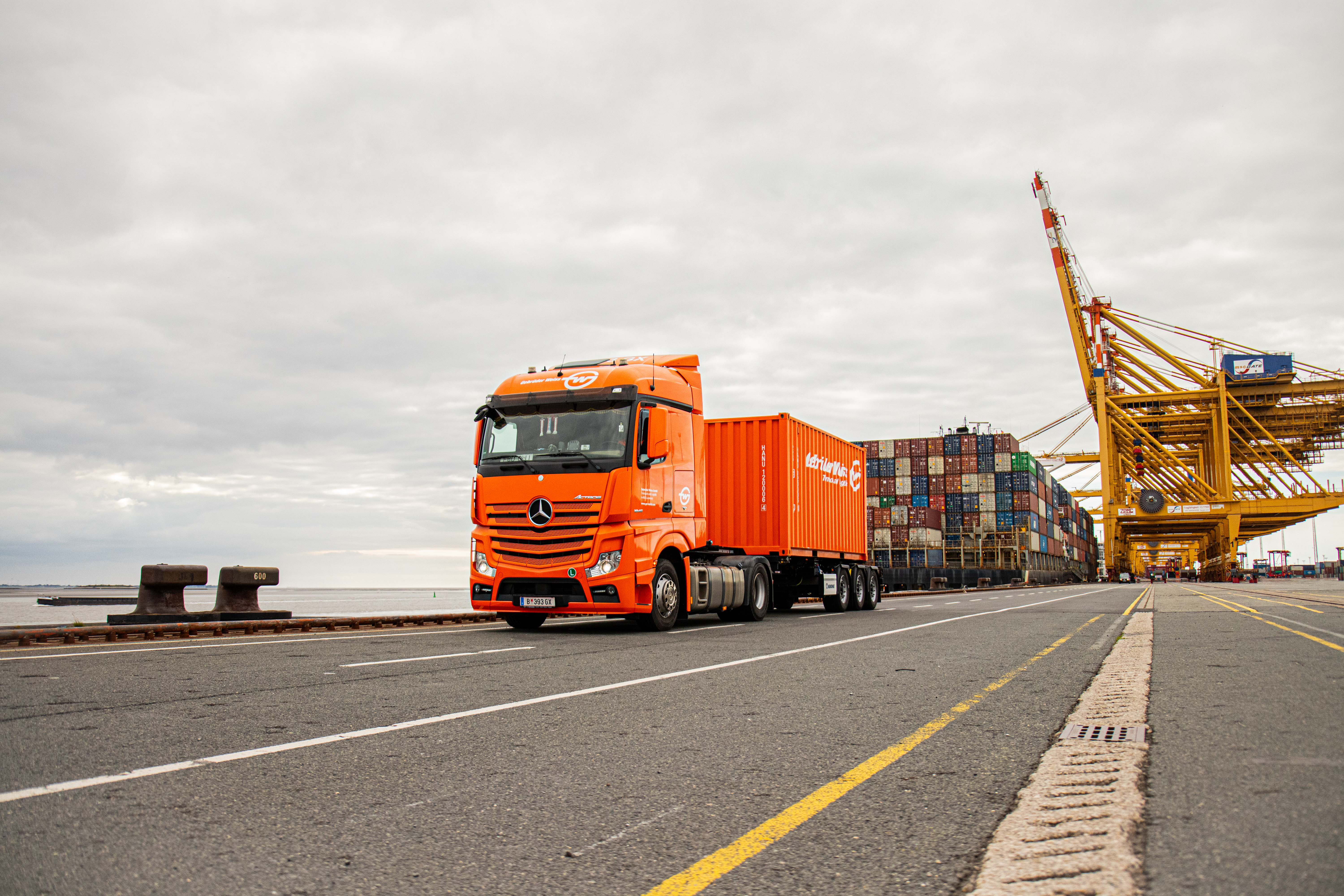
Gebrüder-Weiss-Lkw am Containerterminal Bremerhaven

2022 investierte der Konzern 67 Millionen Euro in den Ausbau des eigenen Netzwerks sowie den internationalen Standortausbau, besonders in Deutschland, Ungarn, Rumänien und den USA sowie der Türkei und Georgien – letztere beide fungieren als zentrale Bindeglieder für seine Transportverbindungen Richtung Zentralasien und China entlang der Neuen Seidenstraße. In diesem Zuge waren Ende 2022 insgesamt 8.400 Beschäftigte für das Unternehmen tätig.
Anfang 2023 schloss Gebrüder Weiss in Süddeutschland den Umfirmierungsprozess der bayerischen Spedition Lode zu Gebrüder Weiss Waldkraiburg ab sowie die Übernahme der Spedition Rentschler in Baden-Württemberg. Außerdem wurden die B+A Luft- und Seefrachtspedition in Nürnberg, die Spedition Wedlich in Bayreuth sowie der Standort Konradsreuth von der Spedition Amm übernommen. Darüber hinaus eröffnete Gebrüder Weiss im selben Jahr ein neues Logistikterminal im Reutte. Der Standort richtet sich an die lokal ansässigen Wirtschaftsbetriebe in Tirol. Rund acht Millionen Euro wurden in den Neubau investiert. Der Standort ergänzte in Österreich die bestehenden Gebrüder Weiss-Niederlassungen in Innsbruck, Wörgl und Hall in Tirol. Mit den Akquisen und Erweiterungen in Österreich und Deutschland wurde das regionale Landverkehrsnetz weiter ausgebaut und verdichtet.
Im globalen Netzwerk wurde ein neuer Standort in Albanien eröffnet. Damit schloss der Konzern die geografische Lücke zwischen Montenegro und Nordmazedonien und weitete seine Verkehrsverbindungen in Südosteuropa aus. Im Oktober 2023 eröffnete Gebrüder Weiss einen Standort in Laredo, USA – dem größten Umschlagplatz für mexikanische Importe. Die Niederlassung in Laredo ist der insgesamt zehnte Standort in den USA: Chicago mit der Zentrale sowie Atlanta, Boston, Dallas, El Paso, Los Angeles, Miami, New York, San Francisco, und Laredo.
Im Oktober 2023 verstarb die Mitgesellschafterin Heidegunde Senger-Weiss, die das Unternehmen zusammen mit ihrem Mann von 1968 bis 2004 geleitet hatte und anschließend (2005 bis 2017) als Aufsichtsrätin tätig gewesen war.

## Standorte
Gebrüder Weiss betreibt weltweit 180 firmeneigene Standorte in 34 Ländern. Das Netzwerk des Unternehmens umfasst folgende Regionen:
- Standorte in Ost und Südosteuropa von Österreich bis zum Schwarzen Meer: Albanien, Bosnien und Herzegowina, Bulgarien, Kroatien, Montenegro, Nordmazedonien, Polen, Rumänien, Serbien, Slowakei, Slowenien, Tschechien, Ukraine, Ungarn,[14][15][16][37][28][29][38]
- Standorte entlang der Neuen Seidenstraße: Armenien, China, Georgien, Kasachstan, Russland, Taiwan, Türkei und Usbekistan,[19][20][21][26]
- Standorte in Nordamerika: USA und Kanada,[27][39]
- Standorte in Mitteleuropa: Österreich, Deutschland und Schweiz,[30][28][29] und
- Standorte in Südostasien: Australien, Japan, Malaysia, Neuseeland, Singapur, Südkorea und Vietnam[28][29][40][41].

## Kontroverse
Ende 2019 kam es zum Konflikt um die Betriebserweiterung der Spedition Gebrüder Weiss im Stadtteil Schallmoos/Salzburg. Für Ausbaupläne sollten Teile des Moorgebiets in Schallmoos, das in seiner ursprünglichen Ausdehnung namensgebend für den Stadtteil war, trockengelegt und gerodet werden. Die Bauarbeiten begannen im Februar 2020 parallel zu einer laufenden Beschwerde des Naturschutzbundes beim Landesverwaltungsgericht, diese wurde als unzulässig zurückgewiesen. Im April 2020 wurde das Projekt der Betriebserweiterung vom Salzburger Stadtsenat dann endgültig genehmigt.

## Nachhaltiges Engagement

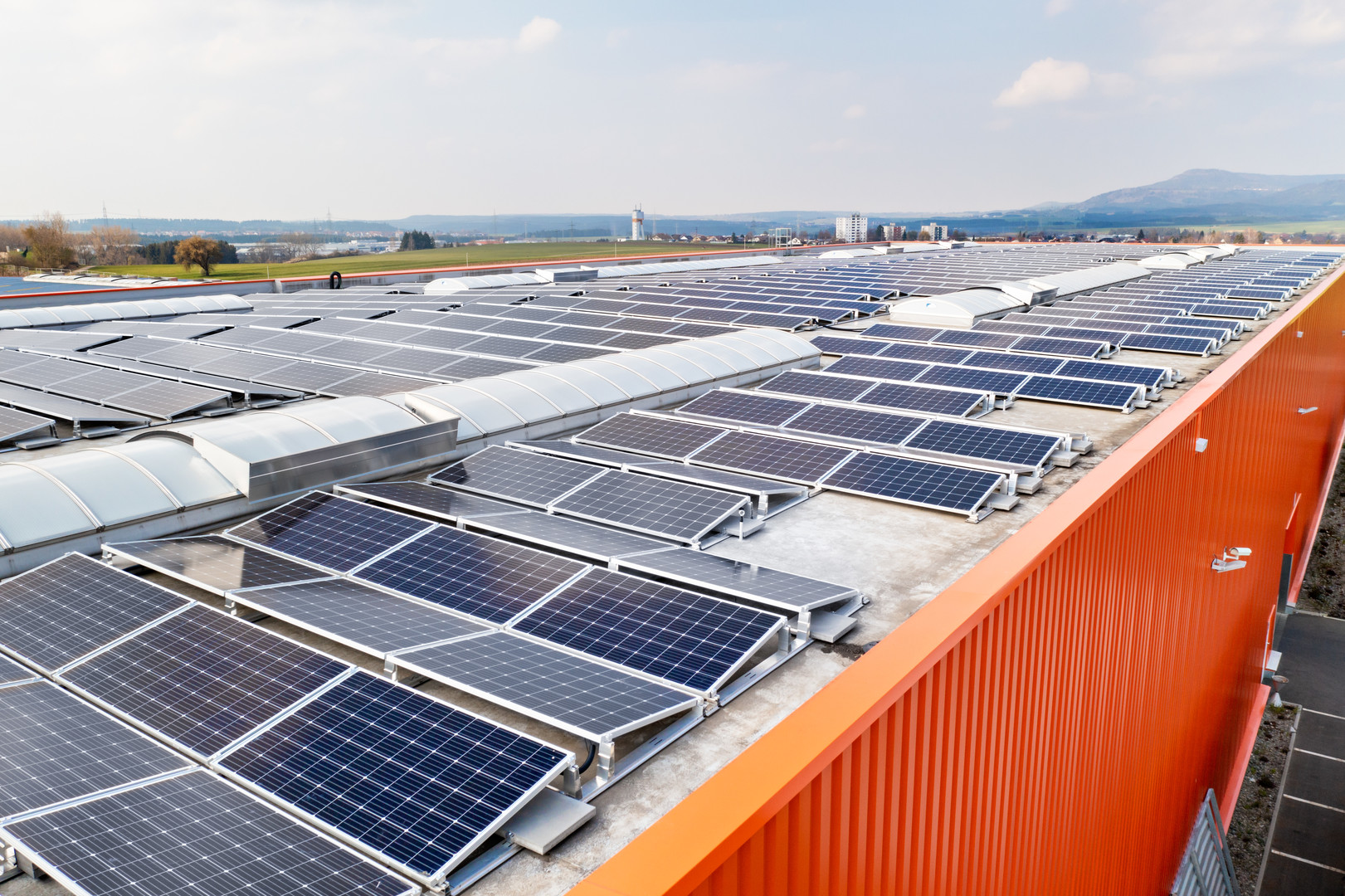
Photovoltaikanlage auf einer Gebrüder-Weiss-Logistikhalle

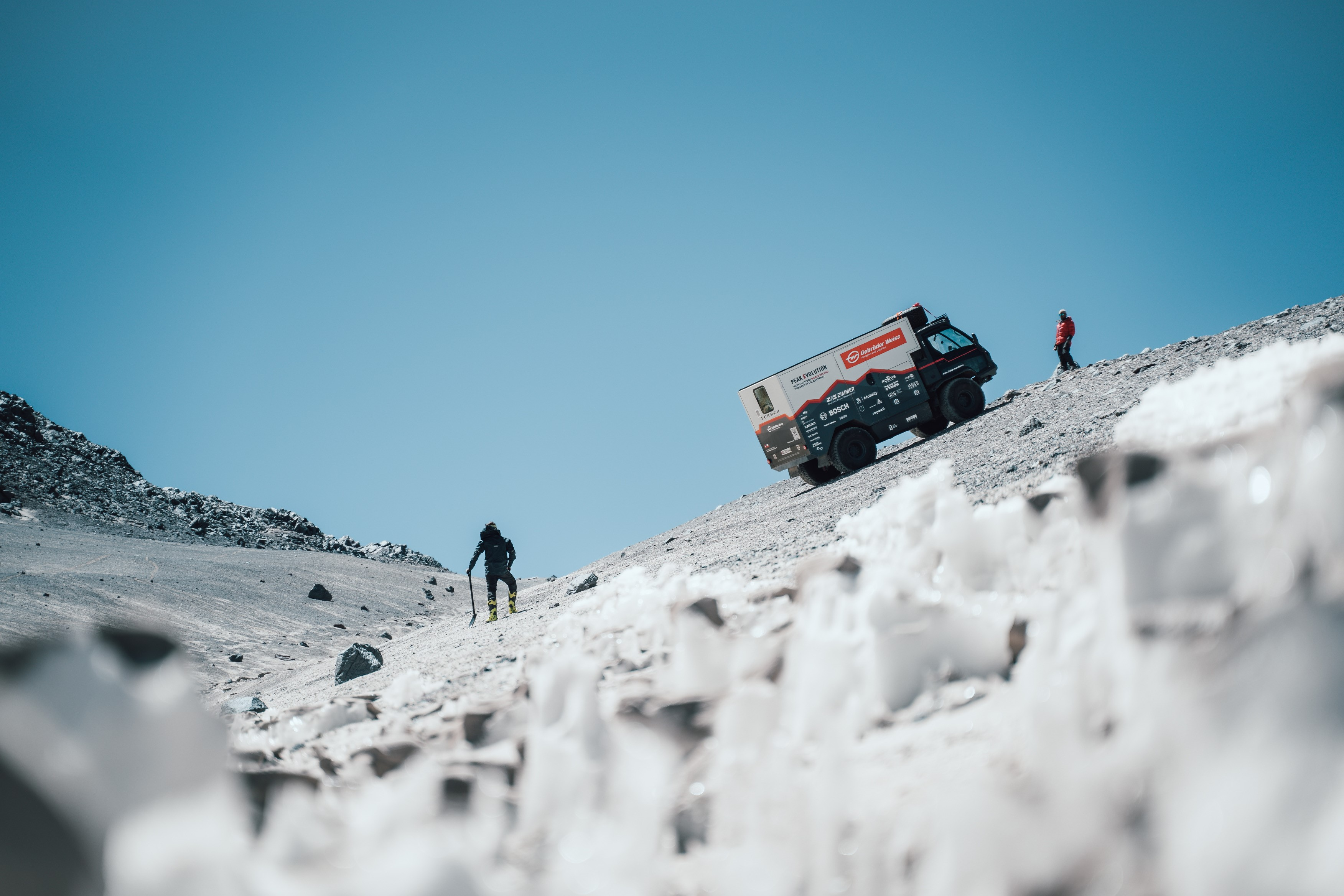
Terren im November 2023

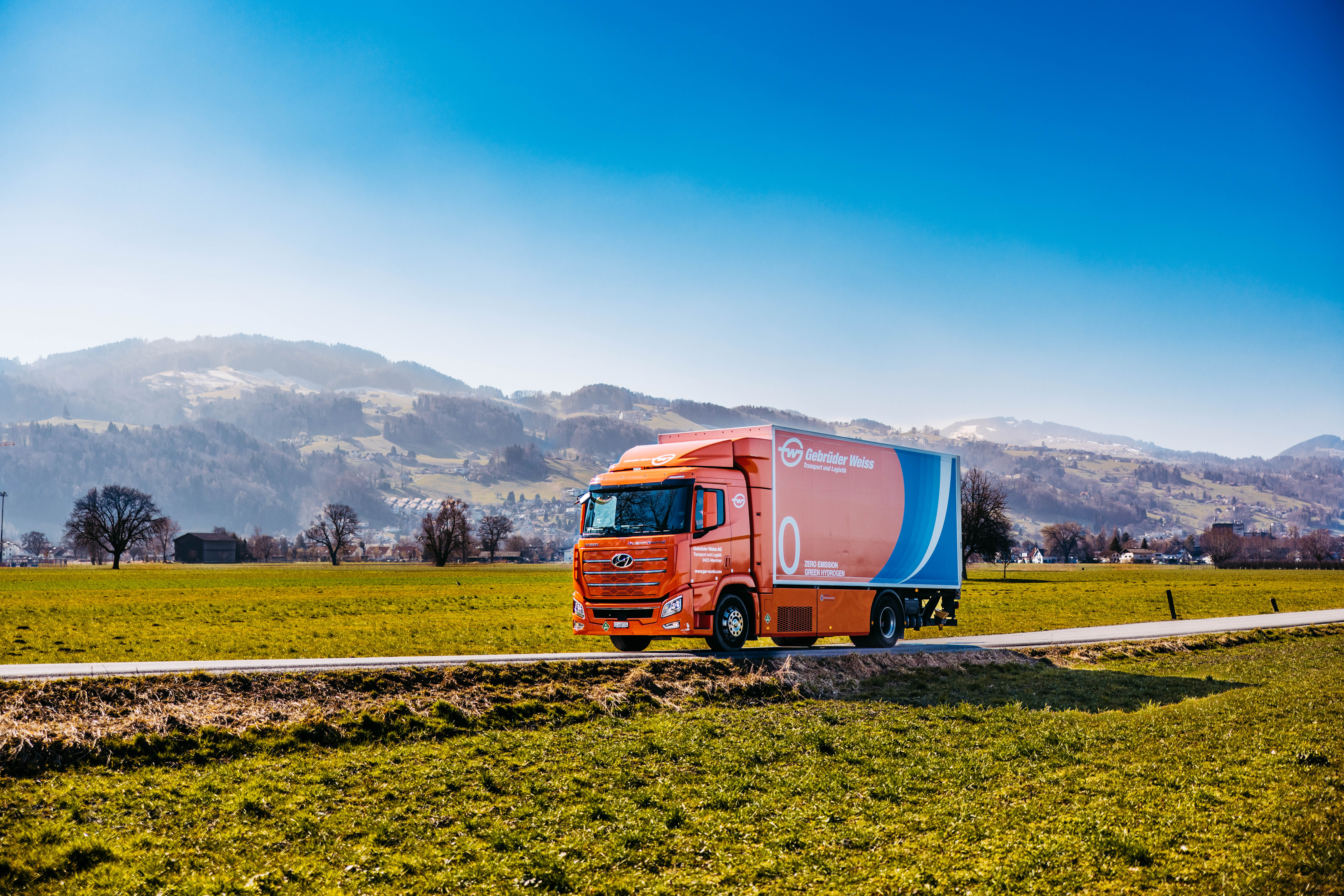
Wasserstoff-Lkw von Gebrüder Weiss

Seit 2011 führt der Konzern einen Windpark in Norddeutschland. 2021 wurde vom Unternehmen das Ziel erklärt, bis zum Jahr 2030 CO2-neutral zu werden. Unter anderem sollen Photovoltaikanlagen auf den eigenen Logistikterminals eingesetzt werden. Dies betrifft sowohl Neubauten als auch Bestandsanlagen. 
Bis August 2021 wurden in diesem Zuge an sechs Standorten Photovoltaikanlagen in Betrieb genommen. Der erzeugte Solarstrom reicht für zehn Prozent des Energiebedarfs aller Logistikstandorte in Deutschland, Österreich und der Schweiz. Die Gesamtleistung der Photovoltaikanlagen belief sich 2021 auf 8.400 MW jährlich. Die CO2-Ersparnis dabei beträgt rund 1.050 Tonnen. Bis 2022 wurden an Standorten in Österreich, Deutschland und der Schweiz 21 solcher Photovoltaikanlagen in Betrieb genommen.
Darüber hinaus wird der Transportbetrieb zunehmend auf emissionsarme, mit Flüssiggas, Strom oder Wasserstoff angetriebene Lkw umgestellt. Im Großraum Wien verwendet Gebrüder Weiss Elektro-Lastkraftwagen, auf Langstrecken werden teilweise mit Gas betriebene Lastwagen verwendet und im Verteilgeschäft ein Wasserstoff-Lastwagen eingesetzt. Geplant ist zudem, die Zahl der Elektro-Transporter für den städtischen Warentransport in Österreich und Osteuropa weiter aufzustocken. Überdies bietet das Unternehmen seinen Kunden die Möglichkeit des Emissionsausgleichs durch zertifizierte Klimaschutzprojekte.
Die Gebrüder Weiss unterstützten als Logistikpartner sowie Hauptsponsor das Gebrüder Weiss Peak Evolution Team am Ojos del Salado in Chile, dessen Ziel es war, einen Höhenweltrekord für Elektrofahrzeuge aufzustellen. Hierfür baute das Team ein Diesel-Basisfahrzeug von Aebi Schmidt zu einem solarbetriebenen Lkw (Terren) um. Die Gebrüder Weiss übernahmen unter anderem die Planung der Verschiffung des Fahrzeugs von der Schweiz nach Chile. Im Dezember 2023 erreichte das Team den Höhenrekord für Elektrofahrzeuge mit Straßenzulassung auf rund 6.500 Metern.

## Digitale Dienstleistungen und Supply-Chain-Management
Mit der Digitalstrategie Best of Both Worlds baut Gebrüder Weiss seine digitalen Dienstleistungen aus und verknüpft diese mit bestehenden Logistikanlagen, Frachtkapazitäten und Transportsystemen. Unter anderem führte Gebrüder Weiss dazu 2021 das Kundenportal myGW ein. Die Plattform ist zentrale Anlaufstelle für Versender und deren Kunden, über welche das elektronische Buchungssystem, die Verwaltung digitalisierter Dokumente und die Kommunikation umgesetzt werden. Zudem ermöglicht sie einen direkten Zugriff auf alle Dienstleistungen und liefert Informationen zu Transport- und Logistikaufträgen in Echtzeit. Die Plattform wurde im selben Jahr mit dem Hermes.Verkehrs.Logistik.Preis der Wirtschaftskammer Österreich ausgezeichnet. Ein Jahr nach der Einführung nutzten rund 14.500 Kunden in 19 Ländern die Plattform.
Darüber hinaus realisiert Gebrüder Weiss Projekte im Bereich Supply-Chain-Management, indem das Unternehmen die Lieferkette seiner Kunden überwacht, steuert und kontrolliert. Ziel ist es, diese effizienter und nachhaltiger zu gestalten. So hat Gebrüder Weiss für den Bautechnologiekonzern Hilti aus Liechtenstein den Control Tower, ein Überwachungs- und Auswertungssystem, entwickelt. Dazu gehört ein personalisiertes Dashboard, das über Daten, betriebswirtschaftliche Kennzahlen und Ereignisse entlang der gesamten Lieferkette informiert. Für das Grundkonzept des Hilti Control Tower wurde Gebrüder Weiss 2013 in Budapest mit dem Supply Chain Excellence Award ausgezeichnet.

## Auszeichnungen
- 2003: Auszeichnung WU-Manager des Jahres für Heidi und Paul Senger-Weiss,[57]
- 2008: Österreichischer Staatspreis für den umweltfreundlichen Ganzzug OCC,[58]
- 2010: GRI-Qualitätssiegel für den ersten Nachhaltigkeitsbericht eines Logistikunternehmens,[59]
- 2013: Supply Chain Excellence Award der Translog Connect in Budapest,[56]
- 2014: Vier Sonderbriefmarken erinnern an den historischen Kurierdienst Landauer Bote und damit an die Frühgeschichte von Gebrüder Weiss,[60]
- 2014, 2019, 2020: Best of Content Marketing Award für das Gebrüder Weiss Kundenmagazin Atlas,[61]
- 2015: Deutscher Preis für Onlinekommunikation für die Spiele-App Logistics Expert,[62]
- 2015: Aufnahme von Heidi Senger-Weiss in die Logistics Hall of Fame,[63]
- 2018: Red Dot Design Award für das Gebrüder Weiss Jahrbuch 2017,[64]
- 2020: Exportpreisgewinner in der Kategorie Transport und Verkehr der Wirtschaftskammer Österreich,[29]
- 2021: Auszeichnung Hermes.Verkehrs.Logistik.Preis der Wirtschaftskammer Österreich,[54]
- 2023: Auszeichnung Hermes.Wirtschafts.Preis des Hermes Wirtschaftsforums und des Kuriers,[65]
- 2023: Österreichischer Staatspreis PR in der Kategorie Produkt- und Service-PR,[66]
- 2023: Auszeichnung zur Logistik-Marke 2023 von der Fachzeitung Verkehr.[67]